# Bale (Horvátország)
Bale (olaszul: Valle) falu és község Horvátországban, Isztria megyében. Közigazgatásilag Golaš és Krmed települések tartoznak hozzá.
A festői középkori kisváros mára alig ezerlelkes faluvá zsugorodott, azonban megőrizte történelmi városmagját. Fő nevezetessége a Soardo-Bembo várkastély, melynek homlokzata 2000–2003 között újult meg. Látványosságai még a plébániatemplom és a lapidárium, de számos történelmi emlékkel rendelkezik a településen kívül is.

## Fekvése
Az Isztriai-félsziget nyugati részén, Rovinjtól 13 km-re délkeletre a Puljština sziklás fennsíkján, a Pólából Buje felé menő, az Isztria nyugati részét átszelő 21-es számú főút fekszik.

## Története
A régészeti kutatások szerint a mai Bale központja helyén már a rómaiak előtt kőből épített vár állt, melyet Mon Perinnek neveztek. Ezt a rómaiak castrummá építették át. A castrum a Póla és az Isztria belső területei között vezető kereskedelmi utat a Via Flaviát védte. A római castrumot a középkorban falakkal védett kisvárossá építették ki, melyet 965-ben említenek először Castrum Vallis, vagy Valle alakban. Ez egyúttal a mai település történelmi magja. Az olasz „bala – valle” főnév völgyet jelent és arra a völgyre vonatkozott, amely a Monleme, Škvačota, Pižanovac és a Veli Majan, Mali Majan; Paštrovičev vrh, Sv. Nedelja, Brigonera, Mongrižeja valamint a Sokol nevű magaslatok között fekszik. Ezeken a magaslatokon már a történelem előtti időkben erődítmények voltak. A rómaiak után a keleti gótok, a hunok és a bizánciak uralma következett. A bizánciaktól előbb a longobárdok foglalták el, majd miután Nagy Károly frank király meghódította királyságukat a Frank Birodalom része lett. Nagy Károly az aquileiai pátriárka igazgatása alá rendelte. 929-ben Ugo Itália királya hűbérbirtokként a poreči püspökségnek, majd 996-ban az aquileiai pátriárka akit III. Ottó császár megerősített az Isztria néhány területének igazgatásában Rambaldo trevisoi grófnak adta. A poreči püspök ezt vitatta és 1010-ben megszerezte IV. Szergiusz pápa megerősítését Bale birtoklásában, mely egészen a 13. századig tartott.
Ekkor Bale ura a püspök rokona a de Valle család volt, akik a püspök nevében igazgatták a várost, sőt egy időre Dvigrad és Vrsar is irányításuk alá került. 1209-ben Bale újra az aquileiai pátriárka uralma alá került. 1265-ben a pólai Sergi, vagy más néven Castropola család vásárolta meg. Még abban az évben Bale Motovunnal, Rovinjjal és Poreč-csel együtt fellázadt a pátriárka ellen és Velence segítségét kérte. Monfiorito Sergi Castropola halála 1285 után örököse testvére Nascinguerra lett, majd 1305-ben az ő fia örökölte a birtokot. Közben 1295-ben átmenetileg II. Albert pazini gróf foglalta el, de hamarosan visszatért pátriárka fennhatósága alá. 1309-ben Bale hajózási egyezményt kötött Velencével. 1318-ban és 1328-ban is sikertelenek maradtak próbálkozásai, hogy a köztársaság védelmébe helyezze magát. 1330-ban a Castropola családdal egyetértésben Bale is részt vett a Barban elleni támadásban. Barban abban az időben a pazini gróf védnöksége alá tartozott. A támadást bűnösnek ítélték. Egy évvel később a Castropola családnak el kellett hagynia Pólát és az Isztriát. 1331-ben Beatrix pazini grófnő kísérletet tett Bale megvásárlására, de 1332-ben a város a Velencei Köztársasághoz csatlakozott. Francesco Dandolo dózse elfogadta a baleiek akaratát és még abba is beleegyezett, hogy a hűbérúri jogokért fizessen az aquileiai pátriárkának.
A város első podesztája Zanino Contarini volt. A következő években a velenceiek újjáépítették a város körüli kétszeres falgyűrűt és hét tornyot is építettek hozzá. 1334-ben a pátriárka utasítására Corrado Bojani őrgróf visszafoglalta a várost. Erre háború tört ki a pátriárka és Velence között, melyben Velence oldalán a pazini, a trevisoi, a duinoi és a vegliai grófok, míg a másik oldalon az osztrák hercegek harcoltak. Végül 1338-ban Bela visszatért Velencéhez. 1378 és 1381 között háború dúlt a Velencei és a Genovai Köztársaság között és a pátriárka más másodszor foglalta vissza a várost, de a Torinóban megkötött béke értelmében Bale újra visszatért Velencéhez. Bale vészt vett a Velence és a Magyar Királyság közötti háborúban, melynek során 1413-ban a magyar sereg az Isztria más részeivel együtt átmenetileg azzal, hogy visszaadja a pátriárkának el is foglalta, de később visszatért Velencéhez.
1420-ban a pátriárka minden isztriai birtokát elveszítette és Bale most már végleg (egészen 1797-ig) Velencéé maradt. 1616-ban az uszkók háború idején Balét hat hónapig ostromolták az uszkókok. A következő időben többször alakult ki fegyveres összecsapás a szomszédos Rovinjjal és Vodnjannal a határok kérdésében, melynek az Isztria francia megszállása vetett véget. 1797-ben Bale előbb osztrák, majd 1805-től 1813-ig francia uralom alá került. 1813-tól osztrák uralom maradt és 1825 és 1860 között az Isztriai Tartomány része volt, amely az 1861. február 26-án kibocsátott császári pátenssel önálló őrgrófsági státuszt kapott saját országgyűléssel.
1857-ben 1700, 1910-ben 2215 lakosa volt. Az első világháború következményei nagy politikai változásokat hoztak az Isztrián. 1920-tól 1943-ig Isztriával együtt a rapallói szerződés értelmében olasz uralom alá tartozott. Az olasz kapitulációt (1943. szeptember 8.) követően az Isztria német megszállás alá került, mely 1945-ig tartott. A háborút hosszas diplomáciai harc követte Jugoszlávia és Olaszország között Isztria birtoklásáért. Az 1947-es párizsi békekonferencia Jugoszláviának ítélte, melynek következtében az olasz anyanyelvű lakosság jó része Olaszországba menekült. 1991-óta a független Horvátországhoz tartozik. 2011-ben a falunak 941, a községnek összesen 1129 lakosa volt.

## Lakosság
| Lakosság változása | Lakosság változása | Lakosság változása | Lakosság változása | Lakosság változása | Lakosság változása | Lakosság változása | Lakosság változása | Lakosság változása | Lakosság változása | Lakosság változása | Lakosság változása | Lakosság változása | Lakosság változása | Lakosság változása | Lakosság változása |
| ------------------ | ------------------ | ------------------ | ------------------ | ------------------ | ------------------ | ------------------ | ------------------ | ------------------ | ------------------ | ------------------ | ------------------ | ------------------ | ------------------ | ------------------ | ------------------ |
| 1857               | 1869               | 1880               | 1890               | 1900               | 1910               | 1921               | 1931               | 1948               | 1953               | 1961               | 1971               | 1981               | 1991               | 2001               | 2011               |
| 1700               | 1729               | 1547               | 1704               | 1784               | 2215               | 2088               | 2120               | 1496               | 1012               | 797                | 792                | 787                | 885                | 886                | 941                |

2011-ben a község 76,57%-a horvát, 19,43%-a olasz, 1,95%-a pedig bosnyák anyanyelvűnek vallotta magát.

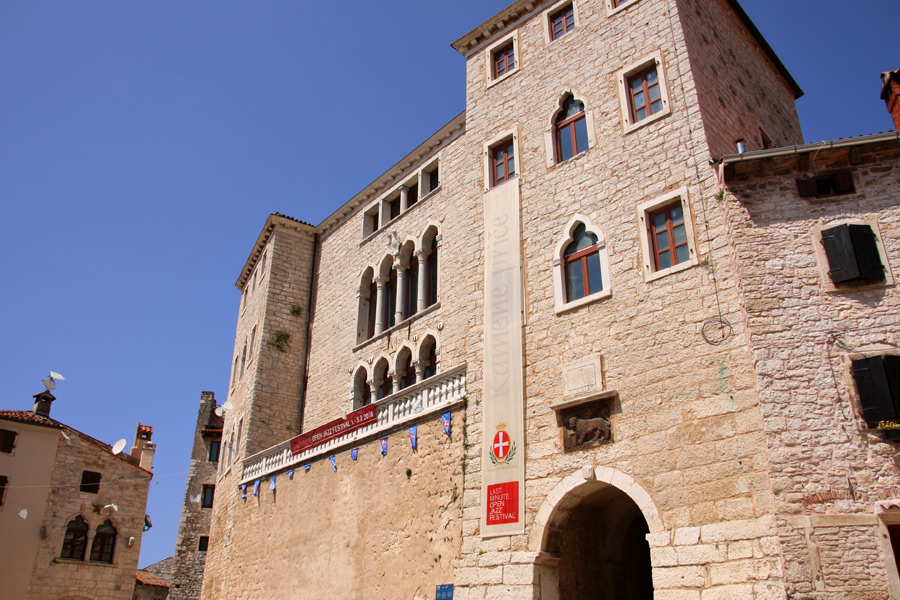
A Soardo-Bembo-várkastély

## Nevezetességei
A település máig megőrizte középkori városszerkezetét. A központi plató és a külső gyűrű között koncentrikusan futó utcák tartották a kapcsolatot, egyúttal két részre osztották a várost. A felső településrész három utcája jelöli ki annak a magaslatnak a tetejét, amelyet a középkori források Monperinnek neveztek ( a „mon” dombot, a „pera” körtét jelent). Innen ágaztak le északra, délre, és nyugatra a felső keresztutcák. A központtól keletre van a főtér a plébániatemplommal, amelynek hátsó fala kelet felé elérte a vár alsó részét a védőfalakkal. Ahogy az a legtöbb isztriai középkori város esetében is történt a várfalak védelmi funkciójuk elveszítésével szükségtelenné váltak és legnagyobbrészt lebontották őket, vagy a barokk lakóházak új, alacsonyabb falaival helyettesítették, néhány esetben beillesztették a meglevő reneszánsz lakóházak közé.
- A település legfontosabb és legnagyobb épületegyüttese a Soardo-Bembo-várkastély,[5] tulajdonképpen egy megerősített palota, amely a középkorban a Nadal család idejében még két erős toronyból állt kölcsönös kapcsolatban a védőfalakkal. A 15. században a Soardo család közéjük egy egyszárnyú, többemeletes gótikus-reneszánsz palotát épített kvadriforámával a homlokzatán. Miután a Soardo család férfiágon kihalt 1618-ban Veronica Soardo férjhez ment Alvise Bembóhoz. A 17. században várkastély középső részét már a Bembo család építette át barokk stílusban. Ezt követően több társasági esemény helyszíne volt.[6] Ma a helyi olasz egyesület működik benne.
- A Sarlós Boldogasszony (Pohođenja Blažene Djevice Marije Sv. Elizabeti) tiszteletére szentelt plébániatemplomot fehér kövekből építették egy 9. századi kora keresztény bazilika maradványaira Deák Antal András pazini mérnök tervei szerint.[6] Építése előtt 1879-ben a régi templomot teljesen lebontották, csak a kripta maradt meg belőle. A templomot 1845 és 1891 között építették. 1882-ben szentelték fel. A településközpont szélén álló nagyméretű háromhajós épület, sokszögletű apszissal.

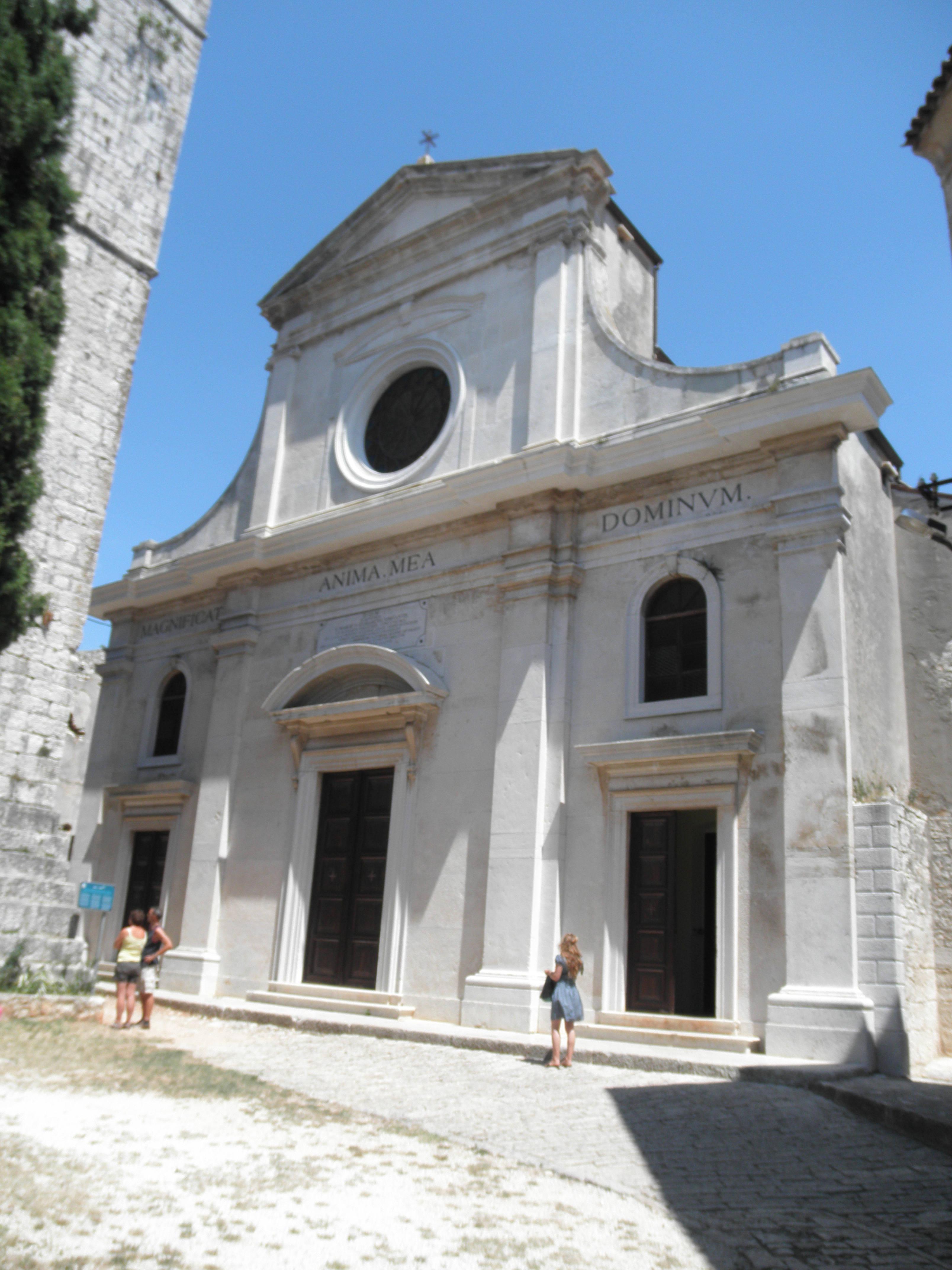
A plébániatemplom homlokzata

- A Sarlós Boldogasszony plébániatemplom építésekor a régi templomból megmaradt a kripta. Ennek hasznosítására itt rendezték be a település kőtárát, ahol a régészeti feltárások során előkerült szobrokat, díszesen faragott domborműveket és sírkőlapokat az ókor és a késő középkor közötti időszakból. A lapidáriumban őriznek egy a régi templomból származó 15. századi reneszánsz szárnyasoltárt és egy 7. századi kőszarkofágot is, mely Bale védőszentjének Szent Juliannának a maradványait tartalmazza. Itt található a Mon Perini Boldogasszony 15. századi képe is, melyet sokan csodatevő képnek tartanak. A legenda szerint az egyik különösen száraz évben a hívek a kép előtt imádkoztak és erre a város felett felhők keletkeztek, majd el kezdett esni az eső és a szárazság megszűnt. Az eső azonban csak a városban esett, a környező települések eső nélkül maradtak.[7]
- A városfalon kívül levő kövezett téren a 14. században a városháza elé szép loggiát építettek, mely a 19. században több változtatáson ment át. A városházán működik ma a községi önkormányzat. Itt őrzik a város statutumát (Statuto del Comun de Valle), melyet 1477-ben a Velencei Köztársaság hagyott jóvá.
- A San Polo öbölben az azonos nevű autóskemping melletti régészeti lelőhelyen ókori villa rustica és a középkori Szent Pál-templom maradványai láthatók. A templom melletti kisebb magaslaton szintén régi épületek maradványait feltételezik. A templomot is egy ókori gazdasági épület maradványain emelték. Építését az 5. század végére, vagy a 6. század elejére teszik. Belsejében kőborítása részben fennmaradt.
- Egy 150 hektáros tengerparti területen 1898 és 1914 között épített erőd és kazamatarendszer maradványai találhatók. A jó állapotban fennmaradt Monformo, San Benedetto, Caluzzi, Paravia-istok, Paravia-zapad és Paravia erődökben egykor katonai egységek állomásoztak. Az erődöket úthálózat köti össze.
- A régi városmag területén a plébániatemplom közelében található a 15. században épített kis gótikus Szentlélek-templom.[8] A kőtömbökből épített kőpalával fedett templom szentélyének falán Konstanzi Albert mester freskói láthatók. A hagyományos Krisztus-történeten kívül a mester megfestette a szentek társaságában trónoló Krisztust is.
- A Póla felé menő út melletti temetőben álló Szent Antal-templom szintén a 15. században épült, de a múlt századi felújítás során elveszítette késő gótikus jegyeit. Alaprajza latin keresztet formáz. Fából faragott oltára a 16. században készült, az északi falon fennmaradt néhány 15. és 16. századi glagolita felirat. A kőből és fából készített főoltáron Remete Szent Antal szobra áll.
- Bale nyugati szélén egy dombon áll a Szent Illés illetve a szeplőtelen fogantatás tiszteletére szentelt kora román templom, melyet a helyiek della Concettának neveznek. A homlokzat előtt áll a 12 méter magas 11. századi harangtorony. A kőtömbökből épített templom négyszög alaprajzú belső apszissal, melyet a 14. században átépítettek. A templomot a 19. században megújították.
- A Colone kemping mellett az azonos nevű öbölben található a Szent Jakab-templom, melyet a 14. században építettek. Kőből épített, palával fedett egyhajós épület. A helyiek San Giacomónak nevezik.
- Balétól északkeletre egy dombon állnak a 14. századi Szent Katalin-templom romjai. Az azóta elvitt, Szent Katalint ábrázoló oltárkép alapján a helyiek Santa Caterinának nevezik.
- Balétól északkeletre ugyancsak egy kis dombon áll a 14. századi Szent András-templom beomlott tetőzetű apszissal. Nincs meg már a halászok védőszentjét ábrázoló oltárkép sem.

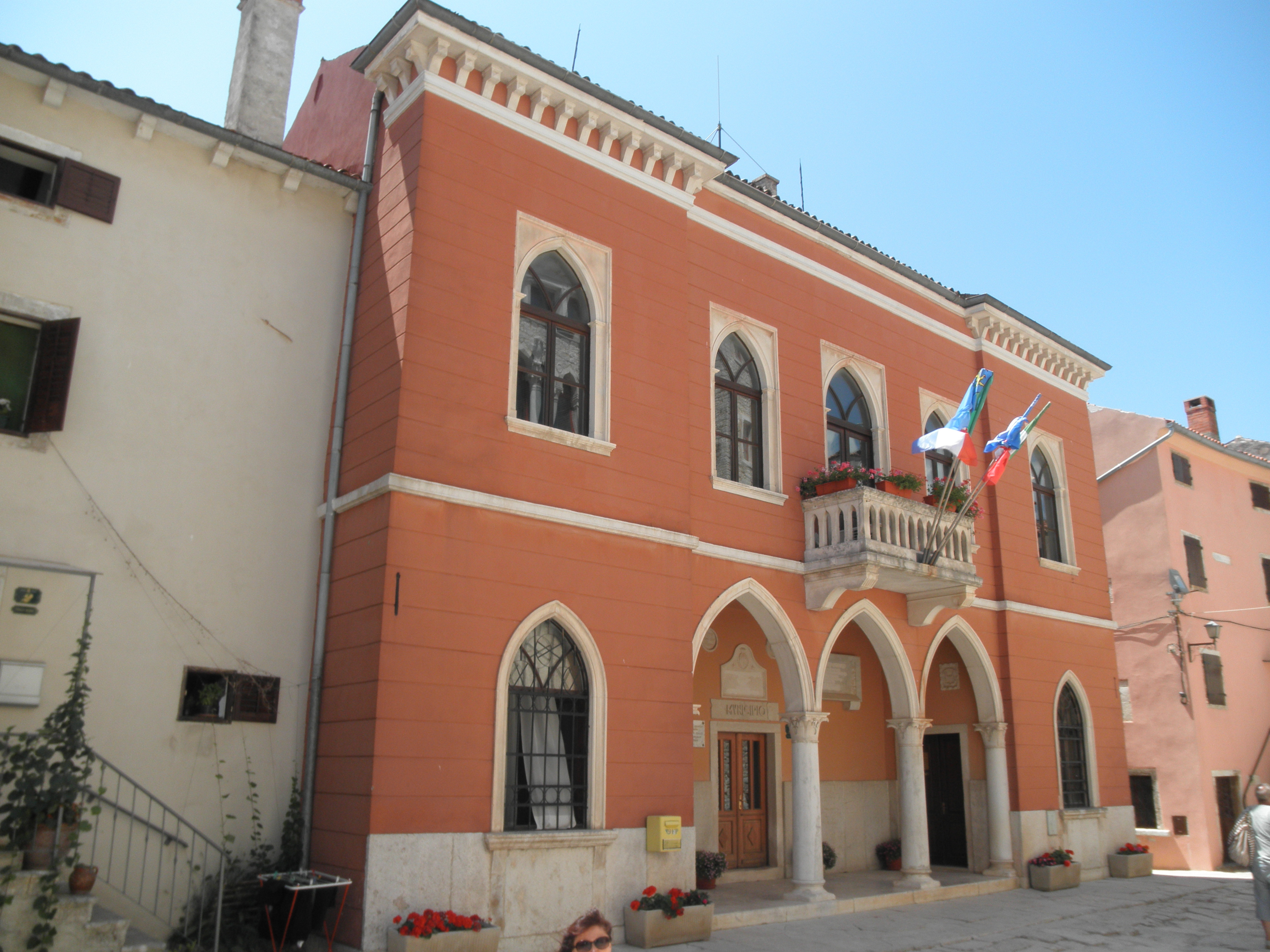
A városháza épülete

- Ćubanin, Bale-től mintegy 3 km-re nyugatra találhatók kora középkori Szűz Mária-templom (Santa Maria Alta) és a kolostor épületegyüttesének maradványai. A komplexum körülbelül 4000 m2 területtel rendelkezik, és egy ősi villa rustica maradványaira épült. Magában foglalja a 8. századi háromhajós, három apszisú bazilikát a román stílusú bővítéssel, a kolostorszobákkal, a temetővel és egy egyhajós, kisméretű, freskókkal díszített, 11. századi templommal.[9] 1789-ben a bazilika középső hajója felett új, egyhajós barokk templom épült. A hagyomány szerint 1177-ben Dalmáciából Velencébe tartva itt éjszakázott III. Sándor pápa. A templomnak kőből és téglából falazott oltára van, homlokzata felett kis harangtorony áll. 1997-ben új tetőt kapott. A történetét bemutató kiállítás látható benne. A templomot a helyi köznyelv Sveta Marija iz Bala te Madonna alta vagy Santa Maria di Valle néven ismeri.
- A Rovinjra menő úttól északra áll Kisboldogasszony-templom,[10] melyet 1996-ban megújítottak. A templom a 9. századból származik. Az eredeti templomból mára csak az oltár mögötti falmélyedés és egy ablakrés maradt. A helyiek körében Madonna Piccolának nevezett templomon két félköríves ablak található.
- A falu melletti magaslaton egy ősi kolostor maradványai mellett áll a helyiek által San Michélének nevezett Szent Mihály-templom. A ma látható templomot 1855-ben építették. A kolostor valószínűleg a 7. és a 8. század között épült, de a feltárók egyike szerint a 10. század végén építette Romuald bencés szerzetes. Először III. Sándor pápa említette amikor 1177-ben itt utazott át. Egy másik jelentős bizonyíték a létezéséről IV. Ince pápa 1248-ban írt levele, melyben ő is megemlíti a kolostort. A bencések 1315-ben hagyták el, miután ferences harmadrendbeli szerzetesek érkeztek ide. A legenda szerint ebben a kolostorban halt meg 1328 és 1367 között Szent Julianna a település védőszentje. Egy 1418-as dokumentum még megerősíti működését, de a ferencesek azután végleg elhagyták.
- A falutól északra közeli Maslinica dombon találhatók a Szent Vid-templom romjai. A templomot a 10. és a 13. század között építették, csak a főfalak egy része maradt fenn belőle.
- A Hegyi Szent Péter-templomot (Sv. Petra na vrhu) egy olyan nagy sziklára építették, ahonnan nagyszerű kilátás nyílik. A 14. században építtette a poreči püspök, az ősi építményt 1904-ben megújították.
- A gótikus-reneszánsz Szent Elizeus-templomot 1540-ben említik először. Szent Elizeus és Szent Teréz gipsz szobrai találhatók benne. 1967-ben újították meg. Az eredeti templomból fennmaradt a mozgatható oltár, a szenteltvíztartó és a sekrestye.
- A falutól északra áll a Szent János-templom, melyet a 16. században építettek, majd a 18. században bővítették. Új ajtót, küszöböket és ablakokat kapott.
- Balétól délnyugatra az út jobb oldalán áll a Szent Mór templom,[11] melyet eredetileg a 7. században építettek. Bale lakói ezt Poreč védőszentjének Szent Mórnak szentelték. A templomon két építési periódus nyomai láthatók. Oltára kőből és fából épült.
- A Bembo-tanya melletti ösvényen lehet megközelíteni a 7. század után épített Szent Gervasius és Protasius tiszteletére szentelt templom romjait. A két vértanú teste a milánói dómban nyugszik. A templomot a nép csak Sveti Červarnak, vagy San Selvaggiónak nevezi. Helyi rétegezett kőből épült.
- Bale északi határszélén találhatók a Szent Miklós-templom maradványai.[12] A romokból még jól kivehető az egyhajós román stílusú épület kiterjedése.

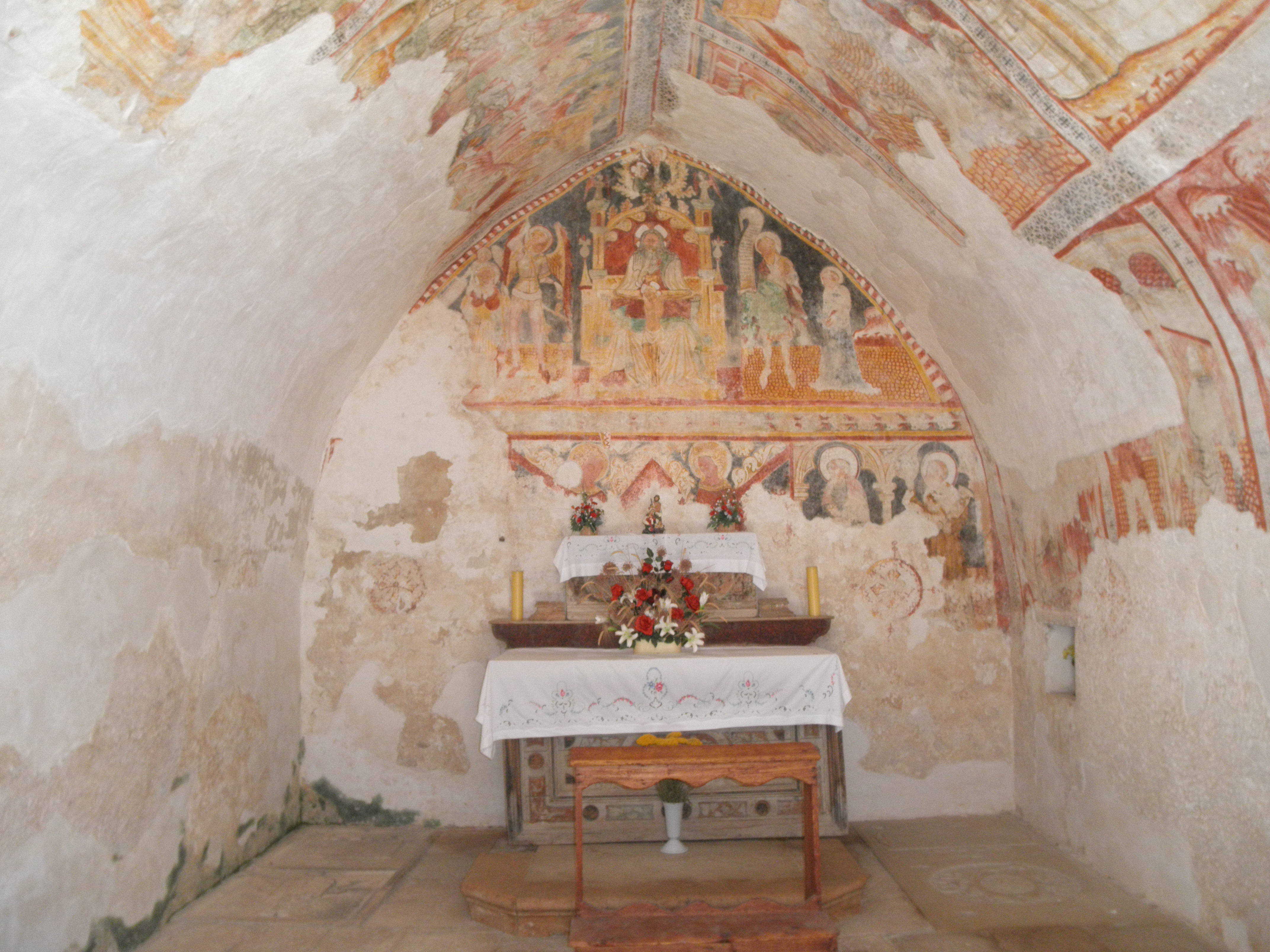
A Szentlélek-templom freskói

- A Kanfanar felé vezető úton a falutól északkeletre található a Szent György-templom, melyet nemrég[mikor?] renováltak. A román stílusú templom berendezéséből fennmaradt Szent Györgyöt ábrázoló oltárképe és a kőből és fából készített oltár.
- Bale házai között az egyik városkapunál áll a román kori Szent Ilona-kápolna, melyet a 19. században építettek újjá. Egyhajós épület, bejárata felett nagy kör alakú ablakkal. Berendezése egyszerű, kőből falazott oltára van.
- Még három román kori templom romja található a határában. A Szent Anna-, a Sveta Nedjelja- (az azonos nevű dombon) és a Szent Kereszt-templom (Golaš település közelében) maradványai.[7]
- A településen több fesztivált is rendeznek. A Balei éjszaka (Baljanski noć) augusztus első szombatján, a Nagyboldogasszony (Velika Gospa) ünnepe augusztus 15-én rendezik. Júliusban és augusztusban rendezik a Castrum Vallis képkiállítást.
- 1985-ben a monfalconei Dario Boscarolli a Baléhez tartozó Colona-öbölben szokatlan alakú köveket hozott a felszínre. A feltárások megerősítették, hogy a szokatlan alakú kövek az egyik legnagyobb méretű dinoszaurusz faj, nevezetesen a brachiosaurus maradványai. A felfedezés híre gyorsan elterjedt és Bale felkerült a világ védett dinoszaurusz lelőhelyeinek térképére. A 130 millió éves csontok ma az Ulika galériában láthatók.
- Emellett Balén még egy nagyszerű gyűjtemény található a Paluda madárrezervátum madaraiból. Az 1980-as években Piero Sessaro velencei ornitológusnak sikerült elejteni és preparálni mintegy 176-féle madárfajt, amelyek a Paluda mocsár területén élnek. A gyűjteményt a helyi vadásztársaságnak adományozta és ma az iskola területén tekinthető meg. Bale területe nagyon gazdag a lepkefajokban is, mintegy 300 lepkefaj él itt ezért a község Val del musán egy lepkemúzeum építését is tervezi a bemutatásukra.
- Részben Bale területén található a Póla védelmére épített Paravia - Barbariga erődrendszer,[13] melyet a 19. század végén és a 20. század elején építettek. Parti és szárazföldi erődítményeket, valamint a hozzájuk tartozó létesítményeket foglalja magában. Minden állandó jellegű katonai építmény finom megmunkálású, helyi kőből faragott kőtömbökből, valamint betonból és vasbetonból készült.